# 2-chloorethanol
2-chloorethanol is een organische verbinding met als brutoformule C2H5ClO. Het is een bijzonder giftige kleurloze vloeistof met een ethergeur, die goed oplosbaar is in water. De stof wordt gebruikt voor de vorming van etheenoxide en de productie van kleurstoffen, geneesmiddelen, biociden en weekmakers.

## Synthese
2-chloorethanol wordt gesynthetiseerd uit etheen en waterstofhypochloriet:
{\displaystyle {\ce {C2H4 + HOCl -> C2H5ClO}}}

## Naamgeving
In de naamgeving krijgt de groep die de uitgang bepaalt, in dit geval de hydroxylgroep, een zo laag mogelijk nummer. Omdat het niet uitmaakt aan welk van de twee koolstofatomen de hydroxylgroep terechtkomt, is het niet noodzakelijk het nummer van het koolstofatoom waaraan deze groep zit te vermelden. Het chlooratoom zit aan het andere koolstofatoom dat dus nummer 2 krijgt. Voor het chlooratoom is het wel nodig het plaatscijfer te melden. De officiële IUPAC-naam wordt dus 2-chloorethanol.